# مرس (چالوس)
مرس، روستایی است از توابع بخش مرزن‌آباد شهرستان چالوس در استان مازندران ایران.

## جمعیت
این روستا در دهستان کوهستان (چالوس) قرار دارد و براساس سرشماری مرکز آمار ایران در سال ۱۳۸۵، جمعیت آن ۲۶ نفر (۸خانوار) بوده‌است. مردم مرس از قومیت طبری هستند. مردم مرس به زبان طبری با گویش چالوسی سخن می‌گویند.